# Billbergia stenopetala
Billbergia stenopetala là một loài thực vật có hoa trong họ Bromeliaceae. Loài này được Harms mô tả khoa học đầu tiên năm 1927.